# خاویر پرز
خاویر پرز پولو (اسپانیایی: Javier Pérez Polo؛ متولد ۱۱ اکتبر ۱۹۹۶) یک تکواندوکار اسپانیایی است. وی در بازیهای مدیترانه ۲۰۱۸ در وزن ۶۸ کیلوگرم مردان به مدال طلا دست یافت.
وی در وزن ۶۸ کیلوگرم مردان به عنوان نماینده اسپانیا، جواز حضور در المپیک تابستانی ۲۰۲۰ را بدست آورده‌است.